# Lepidozona beringiana
Lepidozona beringiana är en blötdjursart som beskrevs av Clark 2000. Lepidozona beringiana ingår i släktet Lepidozona och familjen Ischnochitonidae. Inga underarter finns listade i Catalogue of Life.